# Labauya
Labauya är en kulle i Indonesien.   Den ligger i provinsen Aceh, i den västra delen av landet, 1 600 km nordväst om huvudstaden Jakarta. Toppen på Labauya är 948 meter över havet. Labauya ligger på ön Pulau Simeulue.
Terrängen runt Labauya är varierad. Havet är nära Labauya åt nordost. Labauya är den högsta punkten i trakten. Runt Labauya är det ganska glesbefolkat, med 34 invånare per kvadratkilometer.